# کوه پاتراس
کوه پاتراس (به لاتین: Pateras) یک کوه در یونان است که در آتیک واقع شده‌است. کوه پاتراس ۱٬۱۳۱ متر بالاتر از سطح دریا واقع شده‌است.